# Erciyes Dağı
Erciyes o Erciyas Dağı (Dağ és mont en turc) és la muntanya més alta de la Regió d'Anatòlia Central, Turquia, uns 25 km al sud de Kayseri i a la província de Kayseri, amb una altura de 3.916 metres. És el mont Argeu de l'antiguitat i com a volcà hauria estat actiu encara el 253 aC, però ara és un volcà extint; es troba al costat d'una plana amb una altura mitjana de 1000 metres; mesura uns 45 km d'est a oest i 35 de nord a sud. La neu el cobreix de manera permanent. Fou coronat per W. J. Hamilton el 1837. A aquesta muntanya neix el riu Deli Su que desaigua al Kara Su, afluent del Kızılırmak.